# E. P. Jacobs
Edgard Félix Pierre Jacobs (* 30. März 1904 in Brüssel; † 20. Februar 1987 in Lasne; auch E. P. Jacobs oder EP Jacobs) war ein belgischer Zeichner von Comics. Er wurde berühmt als Schöpfer der klassischen Comicserie Blake und Mortimer und war zeitweise ein Mitarbeiter von Hergé.

## Leben
Jacobs ging in Brüssel zur Schule und studierte danach an der Königlichen Akademie der Schönen Künste (Académie royale des Beaux-Arts de Bruxelles). Sein Studium verdiente er sich als Werbegrafiker und Porträtmaler, daneben begann er eine vielversprechende Karriere als Bariton: 1929 wurde er am Opernhaus der französischen Stadt Lille engagiert und gewann bei einem nationalen Musikwettbewerb einen ersten Preis. 1940 wurde er wegen des Krieges arbeitslos und bewarb sich beim Magazin Bravo. Zu seiner eigenen Überraschung bot man ihm eine volle Stelle als Kolorist an. Ab 1941 arbeitete er dort an der Serie Flash Gordon. Als 1942 durch den Eintritt der USA in den Zweiten Weltkrieg das Material aus Übersee ausblieb und zugleich die deutschen Besatzer diese Serie verboten, schuf Jacobs eigene Figuren im gleichen Stil: Die Geschichte um die U-Strahlen entstand (frz.: Le Rayon U).
Er freundete sich mit Hergé an und arbeitete mit ihm ab 1943 an der Neufassung von dessen Abenteuern von Tim und Struppi (frz.: Les aventures de Tintin). Modernisierte Fassungen entstanden von Tim im Kongo, Tim in Amerika, König Ottokars Zepter und Der Blaue Lotos. Im folgenden Jahr entstanden mit seiner Hilfe neue Versionen der Geschichten Die sieben Kristallkugeln und Der Sonnentempel. Als Jacobs’ Anteil an den Tim-und-Struppi-Arbeiten stetig zunahm, wollte er von Hergé erreichen, als Ko-Autor genannt zu werden, was dieser ablehnte. Jacobs beendete daraufhin 1947 die Zusammenarbeit und konnte sich nun ganz seinen eigenen Projekten widmen.
Seit 1946 arbeitete Jacobs für das neue Journal de Tintin, wo sein Comic „Der Kampf um die Welt“ (frz.: Le secret de l’espadon) veröffentlicht wurde, das erste Abenteuer mit den Helden Blake und Mortimer. Das letzte Album erschien 1970, danach musste Jacobs das Zeichnen aus gesundheitlichen Gründen einstellen.
Er starb am 20. Februar 1987 im belgischen Lasne.

## Bewertung
Zu den Alben der Reihe „Blake und Mortimer“ siehe den Hauptartikel Blake und Mortimer.
1996 wurde Edgar P. Jacobs in der Libération als der „H. G. Wells de la BD“ (BD für Bande dessinées, Comics) bezeichnet. Er gilt als einer der Meister des franko-belgischen Comics schlechthin; zeichnerisch stand er seinem Lehrmeister Hergé in nichts nach. Jacobs verfeinerte die franko-belgische Comicschule zu einem extremen Realismus, die meisten seiner Bilder sind von liebevollen Details und exakt recherchierten Ausstattungs- und Umgebungsdetails randvoll angefüllt. Oft sind seine Außenschauplätze derart nah an der Wirklichkeit, dass selbst unbedeutende Hintergründe zu Kunstwerken werden.
Jacobs' Arbeitsweise und -stil waren sehr ungewöhnlich (für die damalige Comic-Produktion), erklären aber einerseits, warum er in 25 Jahren nur zehn Alben schuf, andererseits, wieso sie so ungemein dicht und faszinierend sind. Jacobs' Methode besteht aus einer extrem langen Vorbereitungszeit, in der er zum einen ausgefeilte Text- und Handlungsentwürfe anfertigte, zweitens ausgedehnte Studien betrieb (meist auch die Orte der Handlung bereiste und Skizzen vor Ort anfertigte) und schließlich in mehreren Stufen sowohl die gesamte Story als auch jede einzelne Seite sorgfältig komponierte und plante.
Seine Szenarien gehören zu den besten, die in der gesamten Comic-Literatur je geschrieben wurden. Nicht selten wird Jacobs schmales Werk mit Fred Zinnemanns Western-Klassiker 12 Uhr mittags verglichen: Mit hoher erzählerischer Glaubwürdigkeit, realistischer Darstellung (trotz der manchmal deutlichen Science-Fiction-Einflüsse) und kompositorischer Dichte schafft Jacobs in einem oft als trivial geschmähten Medium bzw. Genre (hier der Comic, dort der Western) eine eigenständige Kunstform mit quasi-literarischen Ansprüchen. 
2021 kuratierten Daniel Couvreur und Eric Dubois für das Centre Belge de la Bande Dessinée - Musée Bruxelles die Ausstellung Blake et Mortimer. Le secret des espadons (30. September 2021 bis 16. April 2022).

## Erwähnenswertes
- Seinem ehemaligen Mitarbeiter Jacobs hat Hergé auf dem Titelblatt von „Die Zigarren des Pharaos“ ein Denkmal gesetzt: als Mumie E. P. Jacobini.[5]
- In verschiedenen Alben der Serie Percy Pickwick (wie Blake Agent des M.I.5!) wird Jacobs ebenfalls ein Denkmal gesetzt: In der Kurzgeschichte Zufällige Begegnung (in Band 18 der Serie) begegnet Pickwick nachts E. P. Jacobs, der heimlich gelbe Ms (!) an Häuserwände sprayt. In anderen Pickwick-Alben tauchen immer mal wieder zwei englische Agenten mit den Namen Mortimer und Blake auf.
- Die wichtigen Personen in Jacobs' Universum tragen die Züge von Menschen aus seiner Umgebung. Offensichtlich ist, dass sich Jacobs in Olrik selbst porträtiert. Blake und Mortimer sind Jacobs’ Freunden Jacques Laudy und Jacques van Melkebeke nachempfunden – beide ebenfalls Mitarbeiter aus der Tintin-Ära. Jacobs’ erste Frau Ninie taucht in den U-Strahlen als Sylvia auf.

## Werke
- Gordon l’intrepide (1942)
- Die U-Strahlen (1943–1944)
- Tim und Struppi (1944–1947) (Co-Autor)
- Blake und Mortimer (1946–1971)

## Auszeichnungen
- 1971: Grand Prix Saint-Michel für sein Lebenswerk

## Ausstellung
- 2021: Le secret des espadons, Brüssel, Centre belge de la Bande dessinée - Musée de la BD Bruxelles[6]